# Carl Galle
Carl Galle (5 d'octubre de 1872 - 18 d'abril de 1963) fou un atleta alemany. Va competir als Jocs Olímpics d'Estiu de 1896.
Galle competí als 1500 metres. Galle va acabar quart, darrere de Teddy Flack, Charles Arthur Blake i Albin Lermusiaux.